# Jan Vennegoor of Hesselink
Johannes "Jan" Vennegoor of Hesselink (Oldenzaal, 1978. november 7.) holland labdarúgó, csatár.

## Pályafutása

### Hollandiában
A Twente csapatában mutatkozott be az Eredivisieben, és öt szezon alatt 160 meccsen 64 gólig jutott. 2001 nyarán szerződött a PSV Eindhovenbe.
Eric Gerets irányítása alatt mindjárt első idényében nagyon eredményes volt, 22-szer talált az ellenfelek hálójába. Majd az edző távozott, és a Guus Hiddink vezette csapatban második és harmadik szezonjában már nem ment neki annyira a játék. A holland labdarúgó-bajnokság (első osztály) 2003-2004-es idény után kijelentette, eligazol, de végül maradt, és ez jó döntésnek bizonyult, hiszen 2004–2005-ös holland labdarúgó-bajnokság (első osztály-ban 28 találkozón 19 alkalommal lőtt gólt, ráadásul 2005 márciusában (négy és fél év után) újra meghívták a holland válogatottba. Összesen három bajnoki címet, egy kupagyőzelmet és egy szuperkupa-sikert könyvelhetett el a PSV Eindhoven játékosaként.

### A Celticben
2006. augusztus 24-én 3,4 millió fontért három plusz egyéves szerződést írt alá a skót első osztályban szereplő Celtic csapatával. Első két bajnoki mérkőzésén (a Hibernian és az Aberdeen ellen) győztes gólt szerzett. Első nemzetközi gólját a Manchester United ellenében, egy Old Trafford-beli BL-csoportmeccsen, amit végül az angolok nyertek meg 3–2-re. A szezon későbbi részében sérülés hátráltatta, de újra formába lendült, és mesterhármast szerzett a St. Mirren ellen. Az Inverness elleni mérkőzésen az utolsó percben ért el győztes gólt, majd a pályáról kifutva a szurkolókkal kezdett ünnepelni, ezért megkapta második sárga lapját.
A következő szezont gyengén kezdte, megint sérült volt egy ideig, de aztán a Skót Kupában a Kilmarnock 5–1-es legyőzésekor már gólt lőtt, és a meccs legjobbjának választották, ezt követően pedig előbb a Barcelona kapuját vette be a Bajnokok Ligája nyolcaddöntőjének első meccsén egy szépen kivitelezett csukafejessel, majd 2008. április 16-án belőtte élete első gólját a Rangers elleni Old Firm-ön, mégpedig a hosszabbításban, így ezzel a találattal a Celtic 2–1-re győzött. Május 22-én egy szögletet követő erőteljes fejessel vette be a Dundee United kapuját – a Celtic jórészt e két gólnak köszönheti, hogy zsinórban harmadszor is bajnok lett. Vennegoor of Hesselink a bajnokságban 15 gólt szerzett, míg ausztrál csatártársa, Scott McDonald 25-öt, így ők alkották Nagy-Britannia legjobb támadóduóját.
A 2008-2009-es szezonban eddig mindössze két gólt lőtt: az Aberdeen elleni 3–2 arányú győzelem alkalmával szerezte mindkettőt - a másodikat a 90. percben. Becsületére legyen mondva, ebben az idényben is sokat kihagyott sérülés miatt.

## A válogatottban

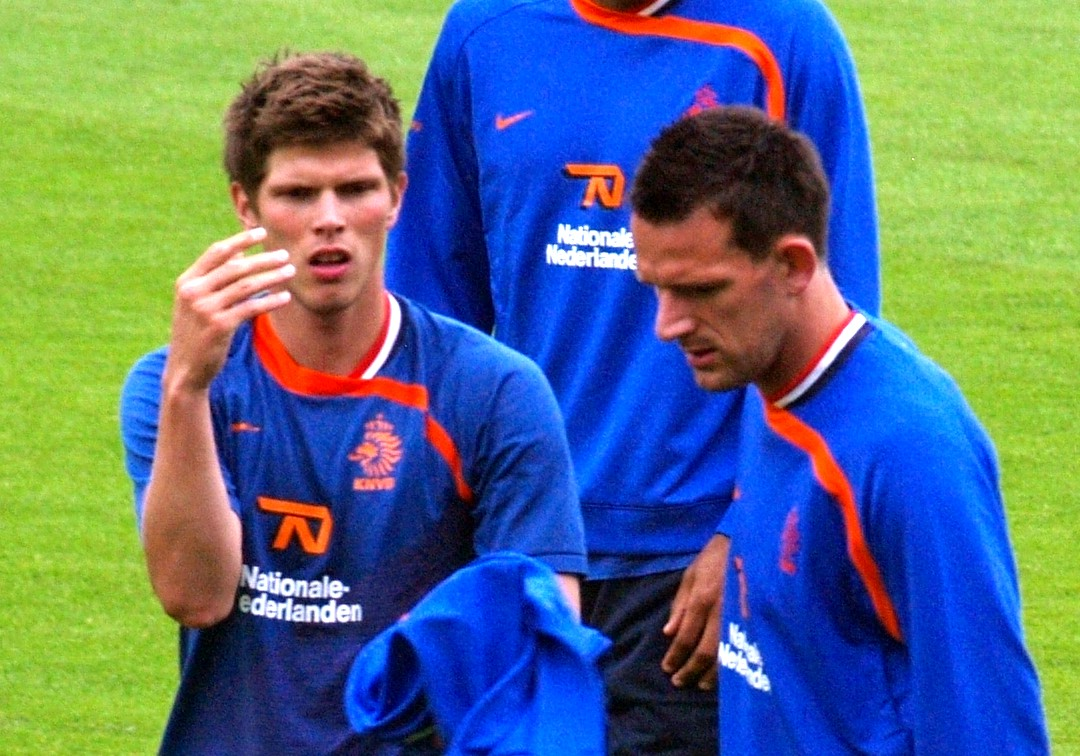
Vennegoor of Hesselink (jobbra) Klaas-Jan Huntelaarral egy edzésen a 2008-as Eb alatt.

2000. október 11-én, Rotterdamban mutatkozott be az Oranjéban, a portugálok 2–0-s legyőzésekor. Első válogatottbeli gólját Bangkokban, a thaiföldi labdarúgó-válogatott elleni 3–1-es győzelem alkalmával szerezte.
Ott volt a 2006-os világbajnokságon, de csak 6 percet töltött a pályán: Marco van Basten a csapat utolsó meccsén, a Portugália elleni, vesztes nyolcaddöntő 84. percében küldte pályára.
Szintén tagja volt a 2008-as Eb-n részt vevő válogatottnak, és ezúttal hosszabb időt töltött a pályán - hét percet, mégpedig a románok felett aratott 2–0 arányú diadal alkalmával.

### Válogatottbeli góljai
Vennegoor of Hesselink eddig három gólt szerzett a válogatottban; mindhármat barátságos meccsen.
| #  | Dátum             | Helyszín            | Ellenfél     |
| -- | ----------------- | ------------------- | ------------ |
| 1. | 2007. június 6.   | Bangkok, Thaiföld   | Thaiföld     |
| 2. | 2008. február 6.  | Split, Horvátország | Horvátország |
| 3. | 2008. március 26. | Bécs, Ausztria      | Ausztria     |

## Sikerei, díjai

### Klubcsapattal

#### A PSV-vel
- Holland bajnok: háromszor (2002-2003, 2004-2005, 2005-2006)
- Holland kupagyőztes: egyszer (2004-2005)
- Holland szuperkupa-győztes: egyszer (2002-2003)

#### A Celtic-kel
- Skót bajnok: kétszer (2006-2007, 2007-2008)
- Skót kupagyőztes: egyszer (2006-2007)

## Neve
A Vennegoor of Hesselink név a 17. századból ered, amikor két Enschede közelében élő család, a Vennegoorok és a Hesselinkek egyesültek. Mivel mindkét családnév társadalmi súllyal bírt, ahelyett, hogy választottak volna a kettő közül egyet, úgy döntöttek, mindkettőt használni fogják. Mivel pedig a hollandban az of azt jelenti, hogy vagy, a Vennegoor of Hesselink vezetéknév tükörfordításban annyit tesz, hogy Vennegoor vagy Hesselink.